# Élections législatives de 1889 dans l'Ain
Les élections législatives de 1889 ont eu lieu les 22 septembre et 6 octobre 1889.

## Résultats à l'échelle du département
| Partis                   | Partis                     | Premier tour | Premier tour | Deuxième tour | Deuxième tour | Total sièges |
| Partis                   | Partis                     | Voix         | %            | Voix          | %             | Total sièges |
| ------------------------ | -------------------------- | ------------ | ------------ | ------------- | ------------- | ------------ |
|                          | Gauche républicaine        |              |              |               |               |              |
|                          | Centre-gauche              |              |              |               |               |              |
|                          | Union républicaine         |              |              |               |               |              |
|                          | Bonapartistes              |              |              |               |               |              |
|                          | Légitimistes, Monarchistes |              |              |               |               |              |
|                          | Républicains Radicaux      |              |              |               |               |              |
|                          |                            |              |              |               |               |              |
| Inscrits / Participation | Inscrits / Participation   |              | 100          |               |               |              |
| Votants                  |                            |              |              |               |               |              |
| Abstentions              |                            |              |              |               |               |              |
| Blancs et nuls           |                            |              |              |               |               |              |
| Exprimés                 |                            |              |              |               |               |              |

## Résultats par arrondissement

### Arrondissement de Belley
| Candidats      | Candidats      | Étiquette,               | Premier tour | Premier tour |
| Candidats      | Candidats      | Étiquette,               | Voix         | %            |
| -------------- | -------------- | ------------------------ | ------------ | ------------ |
|                | Honoré Giguet  | Républicain progressiste | 13 764       | 74,22        |
|                | Paul Cottin    | Monarchiste              | 4 780        | 25,78        |
|                |                |                          |              |              |
| Inscrits       | Inscrits       | Inscrits                 | 23 682       | 100,00       |
| Votants        | Votants        | Votants                  | 18 721       | 79,05        |
| Abstention     | Abstention     | Abstention               | 4 961        | 20,95        |
| Blancs et nuls | Blancs et nuls | Blancs et nuls           | 177          | 0,05         |
| Exprimés       | Exprimés       | Exprimés                 | 18 544       | 99,05        |

### Arrondissement de Bourg-en-Bresse

#### 1recirconscription
| Candidats      | Candidats      | Étiquette          | Premier tour | Premier tour |
| Candidats      | Candidats      | Étiquette          | Voix         | %            |
| -------------- | -------------- | ------------------ | ------------ | ------------ |
|                | Joseph Pochon  | Radical-socialiste | 9 055        | 66,14        |
|                | Grant de Vaux  | Monarchiste        | 4 516        | 32,99        |
|                |                | Divers             | 119          | 0,87         |
|                |                |                    |              |              |
| Inscrits       | Inscrits       | Inscrits           | 17 885       | 100,00       |
| Votants        | Votants        | Votants            | 13 816       |              |
| Abstention     | Abstention     | Abstention         | 4 069        |              |
| Blancs et nuls | Blancs et nuls | Blancs et nuls     | 126          |              |
| Exprimés       | Exprimés       | Exprimés           | 13 690       |              |

#### 2ecirconscription
| Candidats      | Candidats        | Étiquette           | Premier tour | Premier tour |
| Candidats      | Candidats        | Étiquette           | Voix         | %            |
| -------------- | ---------------- | ------------------- | ------------ | ------------ |
|                | Hippolyte Herbet | Gauche républicaine | 7 988        |              |
|                |                  | Monarchiste         | 6 933        |              |
|                |                  |                     |              |              |
| Inscrits       | Inscrits         | Inscrits            | 17 566       | 100,00       |
| Votants        | Votants          | Votants             | 14 980       | 85,28        |
| Abstention     | Abstention       | Abstention          | 2 586        | 14,72        |
| Blancs et nuls |                  |                     |              |              |
| Exprimés       |                  |                     |              |              |

### Arrondissement de Gex
| Candidats      | Candidats | Étiquette           | Premier tour | Premier tour | Deuxième tour | Deuxième tour |
| Candidats      | Candidats | Étiquette           | Voix         | %            | Voix          | %             |
| -------------- | --------- | ------------------- | ------------ | ------------ | ------------- | ------------- |
|                |           | Gauche républicaine |              |              |               |               |
|                |           | Gauche républicaine |              |              |               |               |
|                |           | Bonapartiste        |              |              |               |               |
|                |           | Gauche républicaine |              |              |               |               |
|                |           |                     |              |              |               |               |
| Inscrits       | Inscrits  | Inscrits            |              | 100,00       |               | 100,00        |
| Votants        |           |                     |              |              |               |               |
| Abstention     |           |                     |              |              |               |               |
| Blancs et nuls |           |                     |              |              |               |               |
| Exprimés       |           |                     |              |              |               |               |

### Arrondissement de Nantua
| Candidats      | Candidats | Étiquette           | Premier tour | Premier tour |
| Candidats      | Candidats | Étiquette           | Voix         | %            |
| -------------- | --------- | ------------------- | ------------ | ------------ |
|                |           | Gauche républicaine |              |              |
|                |           | Monarchiste         |              |              |
|                |           |                     |              |              |
| Inscrits       | Inscrits  | Inscrits            |              | 100,00       |
| Votants        |           |                     |              |              |
| Abstention     |           |                     |              |              |
| Blancs et nuls |           |                     |              |              |
| Exprimés       |           |                     |              |              |

### Arrondissement de Trévoux
| Candidats      | Candidats | Étiquette          | Premier tour | Premier tour |
| Candidats      | Candidats | Étiquette          | Voix         | %            |
| -------------- | --------- | ------------------ | ------------ | ------------ |
|                |           | Centre-gauche      |              |              |
|                |           | Union républicaine |              |              |
|                |           | Bonapartiste       |              |              |
|                |           |                    |              |              |
| Inscrits       | Inscrits  | Inscrits           |              | 100,00       |
| Votants        |           |                    |              |              |
| Abstention     |           |                    |              |              |
| Blancs et nuls |           |                    |              |              |
| Exprimés       |           |                    |              |              |